# Platycerium × elemaria
Platycerium × elemaria là một loài dương xỉ trong họ Polypodiaceae. Loài này được Hoshiz. & M.G.Price mô tả khoa học đầu tiên năm 1990.
Danh pháp khoa học của loài này chưa được làm sáng tỏ. 